# Jane Colden
Jane Colden est une botaniste américaine, née le 27 mars 1724 à New York et morte le 10 mars 1766.

## Biographie
Asa Gray dira d’elle en 1843 qu’« elle est la première botaniste de son sexe du pays », ce qui est confirmé par des études contemporaines.
Son père, Cadwallader Colden, est un médecin formé à l’univerasité d’Édimbourg et qui s'est impliqué dans la vie politique et l’organisation de la ville dès son arrivée à New York. Elle fait ses études auprès de précepteurs et son père lui apprend le nouveau système de classification développé par Carl von Linné.
De 1753 à 1758 Jane Colden catalogue la flore de New York, compilant les spécimens et rassemblant des informations sur plus de 300 espèces de plantes de la basse vallée du fleuve Hudson, elle adopte pour cela le système linnéen. Excellente illustratrice, elle développe une technique pour faire des impressions à l’encre des feuilles. Grâce à son père, elle correspond avec de nombreux naturalistes de son temps. Elle se marie avec le médecin William Farquhar en 1759, ce qui interrompt son travail botanique. En 1766, elle met au monde son seul enfant et meurt quelques mois plus tard.
Le manuscrit original de Colden décrivant la flore de New York est conservé au British Museum. Une réserve botanique a été créée à son honneur dans les années 1990 sur le site historique de Knox's Headquarters State à New Windsor, tout près du lieu où elle a vécu et travaillé.